# Jan Almer
Jan Almer (29. listopadu 1882 Smíchov – 23. září 1960 Praha) byl český architekt, ochránce pražských památek a publicista, člen Klubu Za starou Prahu a mezi léty 1927-1945 opakovaně také jeho předseda.

## Život
Pocházel ze skromných poměrů, narodil se jako druhý ze čtyř synů obuvníka a posléze továrního dělníka Josefa Almera na Smíchově, po smrti Janovy matky v Janových devíti letech se otec podruhé oženil a do rodiny přibyli další čtyři sourozenci Přesto Jan dokázal vystudovat Českou techniku, na níž byl jedním z posledních žáků architekta Josefa Schulze.
Větší část své kariéry věnoval průzkumu a ochraně architektonických památek města Prahy, zajímal se rovněž o památky národopisné. Výsledky své činnosti systematicky publikoval, nejčastěji ve Věstníku Klubu Za starou Prahu. Patřil k nejaktivnějším členům domácí rady Klubu Za starou Prahu a v letech 1927, 1930, 1932, 1934, 1937 a 1945 byl také opakovaně zvolen jeho předsedou. Za jeho prvního předsednictví v listopadu roku 1927 klub přestěhoval své sídlo do Malostranské mostecké věže (Mostecká ulice čp. 56/III), kde sídlí dosud. 
Zajímal se rovněž o památky lidové architektury.

## Publikace (výběr)
- 1911: Starý park na Santošce bude porušen novou silnicí. Za starou Prahu II, č. 1–2/1911, 5.
- 1921: K regulaci Smíchova. Za starou Prahu VIII, č. 1–2/1921, 6–7.
- 1923: Z činnosti Klubu a odborů. Činnost Klubu za Starou Prahu v roce 1922 – Z činnosti Odboru pelhřimovského – Z činnosti odboru „Za staré Budějovice“ v Čes. Budějovicích v roce 1921– Odbor Klubu za Starou Prahu v Kutné Hoře – Čestné ceny za vzorné udržování umělecky a historicky cenných domů – Fotografická soutěž Klubu Za starou Prahu.  Za starou Prahu IX, č. 3–4/1923, 39–43.
- 1926a: Nový most v prodloužení ulice Resslovy na Smíchov. Za starou Prahu XI, č. 1–6/1926, 13–14.
- 1926b: Oprava kostela sv. Mikuláše v Praze III, Za starou Prahu XI, č. 1–6/1926, 11–12.
- 1926c: Reklamní tabule. Za starou Prahu XI, č. 1–6/1926, 16.
- 1930a: Kostel a klášter Panny Marie Sněžné. Za starou Prahu XIV, č. 2–3/1930, 15–20.
- 1930b: Stavební správa pražských zádušních budov a objektů. Za starou Prahu XIV, č. 2–3/1930, 22–24.
- 1932: Petřínská komunikace. Za starou Prahu XVI, č. 1–2/1932, 4.
- 1933: Úprava Karolina. Za starou Prahu XVII, č. 1–4/1933, 22–24.
- 1935: Úprava vnitřku hlav. farního kostela sv. Štěpána. Za starou Prahu XIX, č. 3–4/1935, 21–24.
- 1936a: Úprava kaple sv. Longina. Za starou Prahu XX, č. 3/1936, 19–22.
- 1936b: Opravy průčelí budov a domů. Příspěvek k časové právě otázce barevných průčelí. Za starou Prahu XX, č. 5–6/1936, 35–41.
- 1938: Šedesát let ústředního rady magistrátu hlavního města Prahy Rud. Hlubinky a jeho činná ochrana památek. Za starou Prahu XXI, č. 5–6/1938, 45–47.
- 1939: Stavební ruch na Malé Straně. Za starou Prahu XXI, č. 7–10/1939, 69–73.
- 1947: Recenze věnovaných publikací. Ing. dr. Josef Šebek a ing. dr. Jan Vaněček: Technické stavby a ochrana přírody. Za Starou Prahu XXII, č. 9/1947, 96.
- 1950: Činnost Klubu Za starou Prahu od r. 1914. Za starou Prahu XXV, č. 1–5/1950, 24–28.
- 1933: Opravy kostela sv. Vojtěcha. Za starou Prahu XVII, č. 1–4/1933, 4–7 (spoluautor J. Füssel)[4]